# Ladies Tour of Norway
Ladies Tour of Norway er et etapeløb i cykling for kvinder. Den første udgave af løbet blev holdt fra den 15. til 17. august 2014 i Halden i det sydøstlige Norge. Det første løb bestod af en enkeltstartsprolog og to etaper med linjeløb. Løbet er af UCI klassificeret som et kategori 2.WWT løb.

## Vindere af klassementet
| År   | Vinder               | Toer                   | Treer                |        |
| ---- | -------------------- | ---------------------- | -------------------- | ------ |
| 2014 | Anna van der Breggen | Marianne Vos           | Katarzyna Niewiadoma |        |
| 2015 | Megan Guarnier       | Shelley Olds           | Amanda Spratt        |        |
| 2016 | Lucinda Brand        | Thalita de Jong        | Anouska Koster       |        |
| 2017 | Marianne Vos         | Megan Guarnier         | Ellen van Dijk       |        |
| 2018 | Marianne Vos         | Emilia Fahlin          | Coryn Rivera         |        |
| 2019 | Marianne Vos         | Coryn Rivera           | Leah Kirchmann       |        |
| 2020 | aflyst               | aflyst                 | aflyst               | aflyst |
| 2021 | Annemiek van Vleuten | Ashleigh Moolman-Pasio | Kristen Faulkner     |        |